# ملعب فينه
ملعب فينه هو ملعب متعدد الاستخدامات في فينه, فيتنام, يتم استعماله عادة لمباريات لعبة كرة القدم وهو الملعب الرسمي لسونغ لام نغي أن ويتسع الملعب إلى 12,000 متفرج.